# Trick 'r Treat
Trick 'r Treat là một bộ phim kinh dị Mỹ năm 2007 do Michael Dougherty viết kịch bản và đạo diễn. Các diễn viên tham gia gồm Dylan Baker, Brian Cox và Anna Paquin..., trung tâm phim xoay quanh bốn câu chuyện đáng sợ liên quan đến Halloween. Một yếu tố phổ biến mà những câu chuyện quan hệ với nhau là sự hiện diện của Sam (Quinn Lord), cậu bé khoảng 10 tuổi mang mặt nạ hình trái bí biểu tượng của Halloween, cậu mặc bộ đồ ngủ màu cam tồi tàn mang theo một bao bố, cậu luôn xuất hiện trong tất cả những câu chuyện và bất cứ khi nào một người nào đó vi phạm truyền thống Halloween.
Mặc dù bị trì hoãn trong hai năm và bị phát hành rất hạn chế, nhưng bộ phim nhận được rất nhiều đánh giá tích cực, quan trọng nhờ đó phim thu hút được 1 sự quan tâm mạnh. Trong tháng 10 năm 2013, các nhà làm phim thông báo rằng phần tiếp theo, Trick 'r Treat 2 đang trong quá trình thực hiện.

## Nội dung
Bộ phim là bốn câu chuyện đan xen với nhau

### Opening (Mở đầu phim)
Emma (Leslie Bibb) và chồng cô là Henry (Tahmoh Penikett) trở về từ 1 buổi tiệc Halloween. Họ đã trang trí rất nhiều ma bù nhìn trong sân nhà của họ. Sau đó Emma thổi tắt 1 đèn ma bí, Henry nói với cô việc thổi tắt đèn ma bí có thể chống lại truyền thống của Halloween. Sau đó Henry vào phòng và đợi Emma, lúc này cô đang dọn dẹp các đồ trang trí, bất ngờ cô bị sát hại bởi một kẻ tấn công không rõ mặt với một lưỡi dao hình kẹo bí ngô lớn. Henry ra ngoài và tìm thấy Emma chỉ còn cái đầu với cây kẹo mút khổng lồ trong miệng cô, đầu cô bị treo lên như những con ma bù nhìn, tay chân cô bị cắt nhỏ ra và treo như đồ trang trí.

### The Principal (Hiệu trưởng)
Steven Wilkins (Dylan Baker) là hiệu trưởng của thị trấn. Vào đêm Halloween, cậu bé Charlie (Brett Kelly) đã ăn cắp vài cây kẹo trên sân của ông. Wilkins về nhà ông thấy cậu bé, ông ta ngồi xuống trước cửa nhà mình và nói chuyện với cậu bé về kẹo và về việc trộm cắp. Ông dùng dao khắc một đèn ma bí và ông cho cậu bé một chiếc kẹo. Charlie ăn kẹo, nhưng cậu không biết cây kẹo đã bị tẩm độc, cậu nhiễm độc và phun ra một lượng lớn sôcôla cùng máu trước khi chết. Wilkins chôn Charlie ở sân sau nhà cùng với một xác chết của 1 cậu bé không rõ là ai. Sau khi hoàn thành việc chôn xác, Wilkins thấy ông hàng xóm Kreeg (Brian Cox) đang la hét từ cửa sổ nhà ông ta, ông cầu xin sự giúp đỡ nhưng Wilkins không quan tâm và đi vào nhà cùng lúc Kreeg bị đánh bởi một kẻ tấn công không rõ mặt và ông ngã xuống. Sau đó, Wilkins cùng con trai nhỏ Billy (Connor Christopher Levins) xuống tầng hầm và khắc một ma bí bằng đầu của Charlie. Cảnh phim kết thúc khi Billy nói: "Nhưng đừng quên giúp con khoét đôi mắt".

### The School Bus Massacre Revisited (Thảm sát xe buýt)
Năm đứa trẻ là Macy (Britt McKillip), Schrader (Jean-Luc Bilodeau), Sara (Isabelle Deluce), Chip (Alberto Ghisi) và Rhonda (Samm Todd), cùng đến mỏ đá địa phương nơi Macy kể với họ về truyền thuyết địa phương "Vụ thảm sát xe buýt ngày Halloween". Ba mươi năm trước, một chiếc xe buýt có tám học sinh, tất cả đều bị tâm thần đến mức chúng bị xích vào chỗ ngồi của mình, sau đó chiếc xe đã bị rơi xuống hồ nước bên dưới mỏ đá, người tài xế xe buýt là người duy nhất sống sót. Macy tiết lộ rằng bố mẹ các em học sinh đã trả tiền cho tài xế xe buýt để giết chúng và kết thúc "gánh nặng" của họ. Về chiếc xe buýt, một số người nói nó bị chìm sâu trong hồ và không thể tìm thấy, những người khác thì nói thị trấn không muốn nó được tìm thấy. Macy, Schrader, Sara và Chip đã trêu ghẹo Rhonda bằng 1 trò đùa, chúng hóa trang thành xác sống của các em học sinh và đuổi theo cho đến khi Rhonda té ngã. Macy đá một đèn ma bí vào hồ, bỗng các xác sống của những em học sinh trồi lên từ mặt nước. Những học sinh xác sống đuổi theo nhóm và giết chết Sara. Trong khi đó, Rhonda đã vào trong thang máy trước và ra khỏi mỏ đá, mặc dù Macy, Schrader và Chip cầu xin cô mở cửa. Sau đó cả ba đều bị giết. Từ đằng xa, Sam vẫn đang theo dõi Rhonda...

### Surprise Party (Buổi tiệc bất ngờ)
Laurie (Anna Paquin), một trinh nữ 22 tuổi đã sẵn sàng cho bữa tiệc Halloween với chị gái Danielle (Lauren Lee Smith) và hai người bạn của cô là Maria (Rochelle Aytes) và Janet (Moneca Delain). Bực bội vì họ thảo luận về các chàng trai, Laurie ở lại và nói với Danielle rằng mình sẽ ổn và cô sẽ tìm được chàng trai phù hợp. Rồi Danielle, Janet và Maria đã tìm được những chàng trai thích hợp và họ đến buổi tiệc trước. Sau đó, Laurie một mình trên đường đến buổi tiệc, Laurie bị tấn công bởi một người hóa trang thành ma cà rồng. Trong khi đó, Danielle, Maria và Janet đang ở buổi tiệc nhưng Danielle vẫn lo lắng cho Laurie. Bất ngờ cơ thể của người hóa trang thành ma cà rồng đã tấn công Laurie rơi xuống từ 1 cành cây gần đó, "Ma cà rồng" được tiết lộ chính là Wilkins cải trang trong trang phục ma cà rồng cùng răng nanh giả. Các cô gái trong buổi tiệc đột nhiên biến thành sói, bộ phim tiết lộ rằng "trinh tiết" của Laurie thực sự là cô ấy đã không bao giờ giết bất cứ ai trong hình dạng người sói. Các cô gái ăn tươi nuốt sống các chàng trai của họ cùng với Wilkins. Câu chuyện kết thúc với cảnh Sam đang ngồi bên đống lửa trại và nhìn các ma sói ăn thịt.

### Meet Sam (Gặp Sam)
Kreeg, một người đàn ông rất ghét Halloween, ông sống một mình với con chó là người bạn duy nhất của ông. Kreeg thấy ghê tởm ngày Halloween và trò chơi xin kẹo "trick or treat". Một tối Halloween tại nhà của mình, Kreeg bị tấn công bởi Sam. Trong khi vật lộn với Sam, Kreeg đã xé cái mặt nạ bao trên đầu của Sam để lộ đầu của cậu là một đèn ma bí kết hợp với hộp sọ của con người. Kreeg chạy đến cửa sổ nhà mình kêu gọi Wilkins giúp đỡ nhưng Wilkins đã bỏ mặc ông. Kreeg đạt thế thượng phong khi ông dùng súng săn để bắn Sam, ông tưởng đã giết được cậu khi bắn vào đầu và tay cậu khiến 1 tay của cậu đứt liền. Nhưng khi Kreeg gọi 911, Sam sống dậy, cậu gắn lại cánh tay của mình. Sau đó Sam tấn công Kreeg một lần nữa, cậu đâm ông bằng 1 cây kẹo bí ngô lớn bị cắn 1 nửa làm cho nó trở nên sắc bén nhưng Sam đã đâm trúng cây kẹo sôcôla rơi trên bụng ông Kreeg, Sam lấy thanh sôcôla và bỏ đi. Trong khi đó, một tấm ảnh đang cháy từ từ trong lò sưởi gần đó. Bên trong tấm hình là hình ảnh của những học sinh từ "vụ thảm sát xe buýt", người tài xế được tiết lộ là Kreeg.

### Conclusion (Kết thúc)
Kreeg bị thương nhẹ và phải băng bó bởi cuộc gặp gỡ với Sam trước đó. Kreeg bắt đầu hòa mình vào Halloween, ông cho kẹo bọn trẻ khi chúng chơi trick-or-treat. Bên kia đường, Sam đang đứng và cậu thấy Emma cùng Henry về nhà và cô thổi tắt 1 đèn ma bí ngô, Rhonda đang đi trên đường và cùng lúc đó, các cô gái người sói đang trên đường trong chiếc xe của họ đến bữa tiệc bất ngờ, cậu bé Billy Wilkins thì đang ngồi trước nhà và chơi trò trick-or-treat. Kreeg sau đó vào lại nhà và ông nghe thêm 1 tiếng gõ cửa. Ông ra mở cửa và nhìn thấy những học sinh trong vụ thảm sát xe buýt với cái túi đang dang rộng và nói "Trick or Treat". Cảnh kết cho thấy số phận của tài xế xe buýt nằm trong bàn tay của những học sinh xác sống.

## Diễn viên
- Dylan Baker vai Steven Wilkins
- Rochelle Aytes vai Maria
- Anna Paquin vai Laurie
- Brian Cox vai Ông Kreeg
- Quinn Lord vai Sam / Peeping Tommy
- Lauren Lee Smith vai Danielle
- Tahmoh Penikett vai Henry
- Leslie Bibb vai Emma
- Moneca Delain vai Janet
- Brett Kelly vai Charlie
- Samm Todd vai Rhonda
- Britt McKillip vai Macy
- Isabelle Deluce vai Sara
- Jean-Luc Bilodeau vai Schrader
- Alberto Ghisi vai Chip
- Connor Christopher Levins vai Billy Wilkins

## Sản xuất

### Season's Greetings
Season's Greetings là một phim hoạt hình ngắn được tạo ra bởi Trick 'r Treat. Đạo diễn Michael Dougherty là tiền thân và người truyền cảm hứng cho bộ phim. Đặc trưng của bộ phim là Sam, một cậu bé mặc bộ đồ ngủ footy màu cam luôn mang bao vải bố trên đầu và xuất hiện vào đêm Halloween. Phim ngắn được phát hành trên DVD và được phát sóng trên FEARnet trong tháng 10 năm 2013 như một phần của 24 giờ Trick 'r Treat.

### Trick 'r Treat
Phim quay tại Vancouver, British Columbia. Ban đầu bộ phim dự kiến phát hành ngày 5 tháng 10 năm 2007, nhưng tháng 9 năm 2007 nhà phát hành thông báo ngày phát hành bộ phim đã bị đẩy lùi.

## Phát hành

### Tại rạp
Lần công chiếu đầu tiên diễn ra tại Liên hoan phim Butt Numb A-Thon ở Austin, Texas, vào ngày 09 tháng 12 năm 2007. Tiếp theo là ở Liên hoan phim Sitges vào ngày 07 tháng 10 năm 2008, Liên hoan phim Screamfest Horror ngày 10 tháng 10 năm 2008, một buổi chiếu miễn phí tại New York được tài trợ bởi Fangoria ngày 13 tháng 10 năm 2008, và ở Los Angeles đồng tài trợ bởi Ain't It Cool News và Legendary Pictures ngày 23 tháng 10 năm 2008. Bộ phim cũng được công chiếu tại 2009 San Diego Comic-Con, Liên hoan Fantasia vào ngày 29 và 30 tháng 7 năm 2009, Liên hoan phim Terror in the Aisles 2 tại Chicago vào ngày 15 tháng 8 năm 2009, và lễ hội phim After Dark ở Toronto vào ngày 20 tháng 8 năm 2009 tại Bloor.

### Định dạng
Warner Bros Pictures và Legendary Pictures phát hành phim trực tiếp sang DVD và Blu-ray vào ngày 6, tháng 10 năm 2009 tại Bắc Mỹ, 26-10 ở Anh và 28-10 tại Úc.

## Tiếp nhận

### Phản ứng
Mặc dù chỉ được công chiếu hạn chế nhưng bộ phim đã nhận được nhiều lời khen ngợi. Dựa trên 20 đánh giá trên Rotten Tomatoes, bộ phim đạt chứng chỉ tươi, đánh giá tổng thể từ các nhà phê bình là 85%, với điểm trung bình là 7.5/10. Dread Central cho 5 trên tổng cộng 5 sao, nói Trick 'r Treat cùng Halloween của John Carpenter là những phim truyền thống Tháng Mười. Bộ phim nhận được 10 trên 10 điểm từ Ryan Rotten của ShockTilYouDrop.com. IGN cho bộ phim 8 trên 10 điểm. Bloody Disgusting xếp phim nằm hạng thứ chín trong danh sách "Top 20 phim kinh dị của thập niên".

### Giải thưởng
- 2008 - Audience Choice Award, Screamfest Horror Film Festival
- 2009 - Silver Audience Award, Toronto After Dark Film Festival

## Phần tiếp theo
Tháng 10 năm 2009, Michael Dougherty nói rằng anh đang có kế hoạch làm phần tiếp theo, nhưng sau đó anh lại nói "không phát triển tích cực và cũng không một nỗ lực tại một sân". Anh tiếp tục nói rằng "nhiều người hâm mộ tiếp tục để hỗ trợ và truyền bá phim, càng có nhiều khả năng nó là Sam sẽ tăng từ các bản vá bí ngô một lần nữa". Trong tháng 10 năm 2013, Dougherty và Legendary Pictures chính thức công bố phần tiếp theo, có tiêu đề Trick 'r Treat 2.